# كيرك هيلتون
كيرك هيلتون (بالإنجليزية: Kirk Hilton)‏ (2 أبريل 1981 في المملكة المتحدة - ) هو لاعب كرة قدم بريطاني في مركز الدفاع. لعب مع رويال أنتويرب ومانشستر يونايتد ونادي بلاكبول ونادي هاليفاكس تاون ونادي ألترينتشام ونادي ليفينغستون لكرة القدم.

## وصلات خارجية
- كيرك هيلتون على موقع قاعدة بيانات كرة القدم.إي يو (الإنجليزية)
- كيرك هيلتون على موقع Soccerbase.com (لاعب) (الإنجليزية)